# Dreamhunter
Dreamhunter è il terzo album dei Treat, pubblicato nel 1987 per l'etichetta discografica Mercury Records.

## Tracce
1. Sole Survivor
2. You're the One I Want
3. Take Me on Your Wings
4. Best of Me
5. Dancing on the Edge
6. Outlaw
7. World of Promises
8. One Way to Glory
9. Save Yourself
10. The Winner

### Tracce bonus (solo ristampa 2001)
- 11. Tush (ZZ Top Cover)

## Formazione
- Robert Ernlund - voce
- Anders Wikstrom - chitarra, tastiere
- Lillen Liljegren - chitarra
- Ken Siewertson - basso, cori
- Jamie Borger - batteria, percussioni